# Orbital (gruppo musicale)
Gli Orbital sono un gruppo musicale britannico di electronic dance music fondato nel 1989 dai fratelli Paul e Phil Hartnoll.
Sono considerati tra gli artisti più influenti nella scena della musica elettronica degli anni novanta. Il duo si è sciolto una prima volta nel 2004 e una seconda volta nel 2014, dopo la reunion del 2009. Nel febbraio 2017 ha ripreso la propria attività in via stabile.

## Storia del gruppo

### Primi anni
Il nome Orbital è ispirato alla London Orbital Motorway, autostrada che circonda la capitale inglese dove venivano tenuti i rave party.
I fratelli Hartnoll (originari di Sevenoaks) iniziano l'attività frequentando i circuiti punk rock. Negli anni ottanta, ispirandosi all'electro, trovano modo di esibirsi nei rave party inglesi, dove divengono delle star per i loro live set coreografici. Una delle loro prime tracce, ossia Chime (dicembre 1989) li porta a Top of the Pops, la trasmissione televisiva musicale più vista nel Regno Unito in quel periodo.
I primi due album della band sono omonimi, e perciò si distinguono con Orbital (o Green Album, pubblicato nel settembre 1991) e Orbital 2 (o Browm Album, maggio 1993). I due dischi non entrano nella "top 10" della Official Albums Chart, ma danno agli Orbital i primi successi dal punto di vista della fama e delle vendite.
Nel frattempo pubblicano anche diversi EP, tra cui Radiccio, uscito nel 1992 e contenente tra gli altri il brano Halcyon, divenuto tra i più noti del duo. Nello stesso anno partecipano anche a una delle The Peel Sessions e al Glastonbury Festival (vi torneranno l'anno dopo). Una registrazione della loro esibizione è stata successivamente pubblicata nel cofanetto Live at Glastonbury 1994-2004. Per questa loro esibizione, vengono riconosciuti dalla rivista Q come una delle 50 band da vedere prima di morire (50 Bands to See Before You Die).

### Il successo
Nell'agosto 1994 gli Orbital pubblicano il terzo album Snivilisation, che raggiunge la quarta posizione della Official Albums Chart britannica e appare nelle playlist di molte riviste a fine anno tra i migliori dischi dell'anno. Nel disco appare anche una quasi esordiente Alison Goldfrapp, in un paio di tracce, incluso il singolo Are We Here?.
Dopo un remix per Madonna (Bedtime Stories) e una traccia per il videogioco Wipeout, nel 1995 pubblicano un singolo split con i Therapy?. Nell'aprile 1996 pubblicano il singolo The Box, che anticipa l'uscita del quarto album In Sides, pubblicato nel maggio dello stesso anno. Anche questo disco entra nella "top 5" della Official Albums Chart e viene considerato il capolavoro del duo.
Nel 1996 pubblicano Satan Live, cofanetto di tre EP, mentre l'anno seguente partecipano al festival Lollapalooza e contribuiscono alla colonna sonora del film The Saint con il singolo Satan, in collaborazione con il chitarrista statunitense Kirk Hammett. Nel 1998 ritornano in studio per registrare il quinto album, intitolato The Middle of Nowhere e uscito l'anno seguente.
Nel 2000 il singolo Beached viene incluso nella colonna sonora del film The Beach nella versione remixata da Angelo Badalamenti. Nel 2001 esce Altogether, disco che non ha un buon successo. A questo album partecipa David Gray. Si tratta inoltre dell'ultimo album pubblicato dalla FFRRR. Segue Work 1989-2002, una raccolta di vari singoli.
Nel 2003 la EMI pubblica l'album Octane, colonna sonora del film omonimo diretto da Marcus Adams con protagonista l'attrice Madeleine Stowe.

### Primo scioglimento e reunion
Gli Orbital si sciolgono nel 2004 per intraprendere progetti individuali. Prima però partecipano (tra giugno e luglio) a una serie di festival musicali in Scozia, Irlanda e Giappone. Incidono anche il settimo album Blue Album, registrato a Londra e con la partecipazione degli Sparks e di Lisa Gerrard.
Entrambi i fratelli Hartnoll continuano a lavorare separatamente. Nel giugno 2007 Paul ha pubblicato su etichetta ACP il suo esordio solista The Ideal Condition (composto da nove brani), al quale ha partecipato, fra gli altri, il cantante dei The Cure Robert Smith come voce nella traccia Please. Phil, insieme all'amico Nick Smith, fonda il duo elettronico Long Range, che pubblica l'album Madness and Me sempre nell'agosto 2007.
Nel giugno 2007 esce inoltre la raccolta Live at Glastonbury 1994-2004, contenente le varie esibizioni tenute dal duo al Glastonbury Festival.
Il 20 novembre 2008 il gruppo comunica che ritorna a suonare insieme in occasione del The Big Chill Festival 2009. Nel gennaio 2009, viene annunciato un tour per celebrare i vent'anni di carriera del duo. Il tour inizia a giugno dalla Polonia. Sempre in giugno, viene pubblicata la raccolta Orbital 20, composto da rarità, inediti, successi e remix per celebrare i vent'anni di carriera. Nel 2010 viene pubblicato il singolo Don't Stop Me/The Gun Is Good, mentre nel febbraio 2011 viene pubblicato un video su YouTube in cui propongono una sorta di "diario" relativo alle registrazioni del loro nuovo album. Nell'ottobre seguente danno l'ufficialità della pubblicazione di un ottavo album e annunciano anche un nuovo tour.
Nell'aprile 2012 viene pubblicato l'album Wonky. Al disco partecipano anche Zola Jesus e MC Lady Leshurr. In diverse tracce il gruppo influenza il proprio vecchio stile con metodologie di altri generi musicali (dubstep, acid house). Il 9 giugno 2012 partecipano al Traffic - Torino Free Festival come headliner in compagnia di The xx, Tim Exile, James Blake ed altri artisti della scena elettronica britannica. Poche settimane dopo sono a Londra per la cerimonia di apertura dei giochi paralimpici 2012.
Nell'ottobre 2012 collaborano con Toni Halliday per la colonna sonora del film-remake Pusher.

### Secondo scioglimento e reunion
Il 21 ottobre 2014 sul loro sito ufficiale viene annunciato lo scioglimento definitivo del gruppo, con Paul volto a dedicarsi a un nuovo gruppo chiamato 8:58.
Tuttavia, nel febbraio 2017 però il duo rivela il proprio ritorno attraverso dei concerti estivi in Inghilterra e il progetto di mettere in lavorazione un nuovo album di inediti. Nel maggio 2018 viene annunciata, per il successivo 14 settembre, l'uscita del nono album Monsters Exists.

## Stile musicale
Riconosciuti per essere i principali esponenti della scena rave britannica dei primi anni novanta, gli Orbital vengono generalmente classificati un duo techno, genere di cui avrebbero ampliato gli orizzonti stilistici "trasformandolo in un'arte raffinata di composizioni complesse". Vengono anche citati come gruppo ambient, della quale si sentono dei richiami nel loro Snivilisation del 1994. Se i primi singoli, poi raccolti nel primo album Orbital (1991), sono ancora radicati in territori EDM e acid house, il secondo album omonimo (1992) e soprattutto Snivilisation (1994) fanno un consistente uso di campionamenti. In Sides (1996) prosegue in questa direzione allontanando il gruppo dalle originarie radici dance e richiama le colonne sonore cinematografiche e televisive, mentre The Middle of Nowhere (1999) contamina ambient, techno ed electro.

## Formazione
- Phil Hartnoll – strumentazione elettronica
- Paul Hartnoll – strumentazione elettronica

## Discografia

### Album in studio
- 1991 – Orbital
- 1993 – Orbital 2
- 1994 – Snivilisation
- 1996 – In Sides
- 1999 – The Middle of Nowhere
- 2001 – The Altogether
- 2004 – Blue Album
- 2012 – Wonky
- 2018 – Monsters Exists
- 2023 – Optical Delusion

### Raccolte
- 1994 – Peel Session
- 1997 – Satan Live
- 2002 – Work 1989-2002
- 2005 – Halcyon
- 2007 – Live at Glastonbury 1994–2004
- 2009 – Orbital 20
- 2022 – 30 Something

### Apparizioni
- 1997 – Event Horizon (per Punto di non ritorno, insieme a Michael Kamen)
- 2003 – Octane (per Octane)
- 2013 – Pusher (per Pusher)